# Kačikol
Keçekollë en albanais et Kačikol en serbe latin (en serbe cyrillique : Качикол) est une localité du Kosovo située dans la commune/municipalité de Pristina, district de Pristina (Kosovo) ou district de Kosovo (Serbie). Selon le recensement kosovar de 2011, elle compte 484 habitants, dont 483 Albanais.

## Démographie

### Évolution historique de la population dans la localité
| 1948  | 1953  | 1961  | 1971  | 1981  | 1991  | 2011 |
| ----- | ----- | ----- | ----- | ----- | ----- | ---- |
| 1 006 | 1 155 | 1 202 | 1 242 | 1 172 | 1 327 | 484  |

|  |